# Werner Müller (componist)
Werner Müller (Berlijn, 2 augustus 1920 – Keulen, 28 december 1998) was een Duitse componist, dirigent, auteur, arrangeur en orkestleider. Hij werkte ook onder de pseudoniemen Heinz Buchholz, Heinz Ullmer en Ricardo Santos.

## Carrière
Müller wilde eigenlijk Afrika-vorser of arts worden. Zijn vader zorgde er echter voor, dat hij een muziekopleiding kreeg. Zijn eerste instrumenten waren piano en viool en op 10-jarige leeftijd trad hij al op met een vioolconcert van Mozart. In 1936 ging Müller naar de militaire muziekschool in Bückeburg, waar hij ook nog trombone leerde spelen. Tijdens zijn militaire diensttijd kwam Müller bij een muziekkorps, waarin ook de violist Helmut Zacharias diende. In Amerikaanse krijgsgevangenschap kwam hij geestdriftig in aanraking met de swing.
In 1946 leerde Müller met het orkest van Kurt Widmann in Berlijn de wel vurigste band van Berlijn kennen, waarvoor hij tot 1948 arrangeerde. Nog niet eens 30 jaar, aanvaardde hij in 1949 het toentertijd nieuw samengestelde dansorkest van het RIAS. Tot de instrumentalisten van het RIAS Tanzorchester behoorden gerenommeerde muzikanten als klarinettist Rolf Kühn, baritonsaxofonist Helmut Brandt, pianist Fritz Schulz-Reichel en gitarist Arno Flor.
De samenstelling van het orkest bestond uit 18 strijkers, 4 trompetten, 4 trombones, 5 saxofoons en 4 ritme-instrumenten, die de opnamen de onverwisselbare dansorkestklanken verleenden en tegenwoordig nog vele luisteraars fascineren.
Tijdens de jaren 1950 en 1960 kende iedere bioscoopbezoeker Müllers nummer Sport und Musik uit de sportberichtgeving in de Wochenschau. Een wereldsucces werd midden jaren 1950 zijn arrangement van Malagueña, rond 1928 gecomponeerd door de Cubaan Ernesto Lecuona, in de gezongen versie met Caterina Valente. Vol trots benoemde Müller dan ook zijn eigen motorjacht naar dit nummer. Müller bezorgde als producent veel zangsolisten van de naoorlogse jaren een sterrenstatus, zoals Rita Paul, Mona Baptiste en Bully Buhlan. Uit Müllers pen ontstond de titelmelodie Topsy van de ARD Sportschau, welke oorspronkelijk als B-kant van de single Schaufenster Deutschland werd uitgebracht.
Na 18 jaar in Berlijn wisselde Müller in 1967 naar Keulen, nam daar het WDR Tanzorchester over en was daarmee ook te zien in vele tv-shows. In de loop der tijd ontstonden tientallen platen met de benaming Orchester Werner Müller, waarvan echter zeer weinige het hebben gehaald in de cd-tijd. Vanwege het leesteken (ü) in zijn naam noemde Müller zich voor plaatpublicaties in het buitenland Ricardo Santos. Zijn vele tango-opnamen en instrumentale nummers zoals Baia van Ary Barroso en Siboney en Malagueña en verdere nummers waren succesvol.
Müller was als RIAS- en WDR-dansorkestleider veelvuldig als muzikaal leider verantwoordelijk voor programma's van Hans Rosenthal, zoals onder andere Spaß muß sein, Allein gegen alle, en andere. Voor de televisie produceerde hij begin jaren 1960 de legendarische programmaserie Werner Müllers Schlager-Magazin, een productie van NDR/RIAS met de presentator Harald Juhnke. Müllers compositie Blende auf werd gedurende 42 jaar dagelijks gebruikt als herkenningsmelodie in het populaire programma Autofahrer unterwegs van Radio Wien (ORF).
Ook als boekauteur kon Müller successen noteren, waaronder in 1983 met zijn polit-thriller Gold für tausend Jahre bij het Goldmann Verlag. Er volgden nog drie verdere thrillers.

## Discografie
- Blende auf – Werner Müller en het RIAS-Tanzorchester, Bear Family Records
- Die großen deutschen Tanzorchester – Werner Müller en het RIAS Tanzorchester, Documents / Membran
- Das gibt sich bis 1970 (1956) / Die Musicbox – Werner Müller en het RIAS Tanzorchester, Single Polydor
- Percussion in the Sky (1962) / Wild Strings (1963) – Werner Müller en het RIAS Tanzorchester, 2 lp's op een cd, Vocalion (VK)
- On the Move / The Latin Splendor of Werner Müller – Werner Müller en het RIAS Tanzorchester, 2 lp's op een cd, Vocalion (VK)
- Spectacular Tangos / Gypsy! – Werner Müller en zijn orkest, 2 lp's op een cd, Vocalion (VK)
- On Broadway (1965) / Hawaiian Swing (1963) – Werner Müller en zijn orkest, 2 lp's op een CD, Vocalion (VK)
- Germany (19??) / Vienna (1969) – Werner Müller en zijn orkest, 2 lp's op een cd, Vocalion (VK)
- Tanzen mit – Werner Müller en het WDR-Tanzorchester, Delta Music, cd
- Keep Smiling – Werner Müller, Jazz Club, cd
- The Golden Sound of Werner Müller – Werner Müller en zijn orkest, cd, Teldec Polygram 1984
- Tango Tango Tango – Werner Müller en zijn orkest, lp, Teldec 1983

## Filmmuziek
- 1952: Ideale Frau gesucht
- 1953: HollandmädelHollandmädel
- 1953: Schlagerparade
- 1955: Ein Herz voll Musik
- 1955: Ja, ja, die Liebe in Tirol
- 1956: Die Christel von der Post
- 1957: Hoch droben auf dem Berg
- 1957: Das Mädchen ohne Pyjama
- 1959: Du bist wunderbar
- 1961: Drei Mann in einem Boot

- Biblioteca Nacional de España: XX1266327
- Bibliothèque nationale de France: cb14210002z (data)
- Gemeinsame Normdatei: 134468481
- International Standard Name Identifier: 0000 0000 8370 7677
- Library of Congress Control Number: n96013238
- Nationale Bibliotheek van Letland: 000343898
- MusicBrainz: 188e4233-59a1-42e8-b669-bac713dd905a
- Nationale Bibliotheek van Tsjechië: mzk2013768934
- Nationale Bibliotheek van Israël: 987007319928805171
- Système universitaire de documentation: 162290462
- Virtual International Authority File: 416149294308380521716